# 长野县短期大学
长野县短期大学（日语：／ Naganoken Tanki Daigaku *），简称县短（けんたん），是過去一所位于日本长野县长野市的公立短期大学。

## 概要

### 简介
- 学校最早可以追溯到1929年即长野女子专门学校的创立。长野县短期大学为1950年开办[1]、由长野县经营。

### 历史
- 1950年 长野县短期大学成立并同时设置两个学科、以下列举。
  - 家政科
  - 文科
    - 日语专攻
    - 英语专攻
- 1961年 家政科分离为两个专攻、以下列举。
  - 食物专攻
  - 服装专攻[注 4]。
- 1963年 儿童科成立。
- 1969年 两个学科各自改名为、以下列举。
  - 家政科⇒家政学科
  - 儿童科⇒幼儿教育学科
- 1988年 教养学科成立。
- 1990年 家政科改名为生活科学科。两个专攻各自改名为、以下列举。
  - 食物专攻⇒食物营养学专攻
  - 服装专攻[注 4]⇒生活科学专攻。
- 2004年 开始招収男学生[1]。文学科和教养学科合并为多文化交流学科[注 1]、分离为两个专攻、以下列举。
  - 日语日本文化专攻
  - 英语英米文化专攻
  - 国际地域文化专攻
- 2004年 生活科学科的各自专攻改名为、以下列举。
  - 生活科学专攻⇒生活环境专攻、
  - 食物营养学专攻⇒健康营养专攻
- 2006年 幼儿教育学专攻成立于专科。
- 2007年 今年3月10日教养学科停办[2]。
- 2008年 幼児教育学专业的学制从2年延长至3年。专科停办[1]。
- 2020年，學校停辦。

## 学校环境
- 校区：长野县长野市

## 历任校长
- 佐藤贞治：第一代短期大学校长[3]
- 上條宏之：现在短期大学校长[4]
- 井上柳梧：前短期大学校长[3]
- 成泽荣寿：前短期大学校长[3]

## 組織

### 学科
- 多文化交流学科[注 1]
  - 日语日本文化专攻
  - 英语英米文化专攻
  - 国际地域文化专攻
- 生活科学科
  - 生活环境专攻
  - 健康营养专攻
- 幼儿教育学科

### 前学科
- 教养学科[注 2]于2004年改组为多文化交流学科国际地域文化专攻[1]。

### 专科
| - 幼儿教育学专攻 |

#### 业余课程
| - 没有 |

### 附属学校
| - 幼儿园。 |

### 附属机关
| - 图书馆 - 地域・国际联合中心成立于2006年 |

## 知名校友
- 中岛史惠：演员

## 相关链接
- 日本短期大学列表